# Броніслав Губерман
Броніслав Губерман (пол. Bronisław Huberman; 19 грудня 1882, Ченстохова, Царство Польське — 16 червня 1947, Корсьє-сюр-Веве, кантон Во, Швейцарія) — польський скрипаль-віртуоз єврейського походження, засновник Палестинського (згодом Ізраїльського) філармонічного оркестру.

## Біографія
В чотирирічному віці привернув увагу своїми здібностями до музики. У віці шести років йому подарували скрипку, на якій через рік він дав свій перший концерт. Нетривалий час брав уроки в Варшаві, спершу у Мечислава Михайловича, потім у Ізидора Лотто, а в 1892 за порадою друзів його повезли до Берліна — вчитися у знаменитого педагога Йозефа Йоахіма. Для того, щоб оплатити поїздку і навчання, небагата родина Губерманів збирала гроші цілий рік і навіть продала меблі. Йоахім дав хлопчикові добру рекомендацію, що дозволило організувати серію концертів на літніх курортах для заробляння грошей на прожиття та навчання. На одному з цих концертів Губермана почув Антон Рубінштейн, який написав після цього: «Так як Губерман грає, може грати тільки геній».
У вересні 1892 виступав на Міжнародній музичній виставці в Відні, де був представлений імператору Францу-Йосифу, який подарував йому гроші для придбання хорошої скрипки. Восени почалися заняття у Йоахіма, але більшу частину уроків проводив асистент Йоахіма — Маркіз, і Губерман, якого не задовольняло таке навчання, почав потайки навчатися в Карла Григоровича — скрипаля-віртуоза і учня Йоахіма. Навчання в Берліні тривало вісім місяців і навесні 1893 почалась нова серія гастролей по Бельгії та Нідерландах.
Свої останні уроки отримав у 11 років у Гуго Геермана в Франкфурті і в Мартена Марсика в Парижі. У Парижі також познайомився з польським меценатом графом Замойським, який організував турне в Лондоні та познайомив зі співачкою Аделіною Патті, яка пообіцяла, що хлопець братиме участь в її прощальних гастролях в Австрії в січні 1895. Граф також подарував йому скрипку Страдіварі. У цей час через постійні переїзди з місця на місце батько Броніслава серйозно захворів, проте вирушив з сином до Відня в січні 1895 року, щоб простежити за виконанням обіцянки Патті. Броніслав взяв участь у прощальному віденському концерті Патті 22 січня 1895. Його виступ, на якому він грав скрипковий концерт Мендельсона, викликав захоплені відгуки провідних австрійських критиків Людвіга Шпейделя та Едуарда Гансліка, і з ним був укладений договір на 12 сольних концертів у Відні, що стали початком тріумфу.
У січні 1896 продовжив давати концерти у Відні, де серед слухачів були Антонін Дворжак, Густав Малер, Антон Брукнер і Йоганнес Брамс, перед яким юний музикант виконав свій скрипковий концерт та отримав від Дворжака та Брамса автографи з втішними відгуками. У травні королева Румунії Єлизавета, відома під поетичним псевдонімом Кармен Сильва, подарувала йому вірш, написаний на його честь. Восени 1896 і навесні 1897 відвідав з гастролями США, де виступав у Карнегі-Холлі та Метрополітен-опера, а потім у 1897—98 роках провів турне по Росії.
Після повернення до Європи зробив трирічну перерву в концертних виступах, присвятивши час навчанню. У цей час помер батько, і в 20 років під опікою Броніслава виявилися мати і двоє молодших братів. У 1903 був запрошений до Генуї, щоб зіграти на скрипці Паганіні — Il Cannone Guarnerius, на якій після смерті Паганіні грав тільки учень самого маестро Камілло Сіворі. В 1908 вдруге грав у Генуї на скрипці Паганіні, цього разу з благодійною метою — виторг від концерту пішов на допомогу постраждалим від Мессинського землетрусу.
В Дрездені, в санаторії Вайсера Гірша, Губерман близько познайомився зі співачкою Ельзою Галафре. Вони зняли віллу на околиці Відня, де стали жити разом з особистим секретарем і піаністом Губермана, і через деякий час, у липні 1910, одружилися цивільним шлюбом. Вже в грудні у них народився перший син, Йоганнес. Всього через 15 днів після народження дитини Ельза повернулася до театру .
Віденський видавець Гуго Геллер уклав з Броніславом і Ельзою договір про написання книг про їх роботу. Книга Губермана «Aus der Werkstatt des Virtuosen» («З майстерні віртуоза») вийшла в 1912. Після цього він вирушив у нове тривале турне по Росії, в ході якого дав 150 концертів, з них дев'ять у Санкт-Петербурзі. В 1914 на прохання Ельзи вони розлучилися, щоб вона могла вийти заміж за іншого. В 1915, в ході Першої світової війни, він відвідав Берлін, щоб бути присутнім на прем'єрі «Альпійської симфонії» Ріхарда Штрауса. Однак в Німеччині, його заарештували й інтерновали як російського підданного. Після звільнення завдяки заступництву кронпринцеси Цецилії, він обурений покинув Німеччину і довгий час згодом відмовлявся виступати в Берліні. Після закінчення війни відвідав Лондон, де зокрема виступав в Альберт-холі з Неллі Мельба.
З 1921 по 1923 жив у США, де давав концерти (у тому числі в ході спільного турне з Ріхардом Штраусом) і робив грамофонні записи скрипкових творів з компанією «Brunswick Records». У 1923 на деякий час повернувся до Європи, де виступав у Нідерландах, Франції, Австрії та Радянській Росії, після чого знову провів сезон в США.
В 1927 як соліст разом з Пабло Касальсом був запрошений брати участь в ювілейних концертах у Відні, де проходили заходи, приурочені до сторіччя з дня смерті Бетховена. Після виступів у Відні давав концерти в Гамбурзі та Берліні, де з Губерманом виступали Артур Шнабель і Григорій П'ятигорський. На наступний рік підписав договір з фірмою «Columbia Records», з якою зробив перший в світі запис скрипкового концерту Чайковського; в подальшому були зроблені записи кількох коротких п'єс, а в 1930 повний запис «Крейцерової сонати» Бетховена, де Губерману акомпанував польський піаніст Ігнац Фрідман.